# Euphorbia fragifera
Euphorbia fragifera — вид рослин із родини молочайних (Euphorbiaceae), зростає на півдні Європи.

## Опис
Це рослина заввишки 10–25 см. Листки 1–2 см, від ланцетоподібної до яйцюватої форми, на основі округлі, цілі. Квітки жовті. Коробочки 4–5 мм завдовжки. Період цвітіння: літо.

## Поширення
Зростає на півдні Європи: Албанія, Греція, Італія, колишня Югославія.